# Sophie en de kroon van Quitl Watnlawatl
Sophie en de kroon van Quitl Watnlawatl is het negende album in de Sophie-reeks.  Het verscheen in Robbedoes in 1972 nummer 1803 tot 1819. Het album werd door Dupuis uitgegeven in 1973 en in herdruk in 1983.
Een scène uit dit verhaal staat op de cover van Robbedoes nummer 1805.

## Personages
- Sophie
- Mijnheer Karapolie
- Bertje
- Attenlawat
- Zirconium
- John Minzwijnoff

## Verhaal
Het oudheidkundig museum stelt een heel waardevol stuk tentoon, de kroon van de Quitl Watnlawatl, koning van de oude Azteken. Sophie en Bertje zijn op weg naar het museum omdat ze graag die "gekke bolhoed" – zoals Bertje het noemt – willen zien. Een oude man met een bolhoed hoort hun gesprek en foetert dat de jeugd tegenwoordig nergens meer respect voor heeft. De oude man zegt dat de kroon de belangrijkste archeologische ontdekking van de eeuw is waarmee de drager volgens de legende door muren heen kan lopen. De kroon staat tentoongesteld in een aparte kamer achter glas (kubus) en met een bewaker, genaamd Bulldozer. Bij de deuropening in de hal staat nog een andere bewaker, genaamd Lantinga. Sophie en Bertje zijn er aanwezig met een oudere heer en dame. Plots wordt er een muntstuk tegen de glazen kubus geworpen. Meteen gaat de metalen deur met een zware klap dicht waardoor de bezoekers en Bulldozer worden opgesloten. Op de grond wordt een spuitbus geworpen waaruit groen gas ontsnapt. Het is slaapgas die de aanwezigen in slaap doet vallen. Lantinga waarschuwt zijn directeur die op zijn beurt de politie waarschuwt. De directeur is er vrij gerust in dat de kroon niet gestolen kan zijn, want niemand kan er in of uit tenzij ze die stalen deur kunnen openen. Die deur is ook de enige manier om in die kamer te geraken. De directeur is de enige die deze deur kan openen door middel van zijn stem. De deur opent zich door de trillingen van de stem. Als de directeur met een serenade de deur laat open gaan, komen hij en de politiemannen tot een verschrikkelijke ontdekking. Het glas van de kubus is gebroken en de kroon is verdwenen. De bezoekers en bewaker Bulldozer liggen nog steeds verdoofd op de grond. Bulldozer is het eerste bij zijn positieven. Hij beweert dat het Quitl Watnlawatl was die door de muur was gekomen, de kroon had gepakt en weer via dezelfde manier naar buiten ging. De politie en directeur denkt dat de bewaker nog in de war is van het gas. Als Sophie en de anderen wakker worden, worden ze onderworpen aan een verhoor door de politie. Enkele uren later komt mijnheer Karapolie zijn dochter en Bertje ophalen. Hij krijgt het hele verhaal van de kinderen te horen en is wel geïntrigeerd door zulke wonderlijke diefstal ondanks al die beveiliging. De oude man die op de kinderen had gegrommeld voor ze het museum binnen gingen zit nog steeds buiten op een bank en heeft ook nu weer het gesprek gehoord. Hij zegt dat geen enkele muur, hoe dik ook, een belemmering vormt voor de onsterfelijke Quitl Watnlawatl. Hij wist dat de man zijn magische krachten op een dag zou aanwenden om zijn kroon te komen terughalen. Met die woorden druipt de oude man af.
Net op het moment dat ze huiswaarts willen keren, vindt Bertje een portefeuille onder de bank. Ze veronderstellen dat deze eigendom is van de oude man met de bolhoed omdat hij hier de hele tijd had gezeten. Bij nader onderzoek komen ze via een naamkaartje te weten dat de man "W. Attenlawat" heet en een winkel in rariteiten heeft. Ook zijn adres staat op het kaartje vermeld. Sophie en haar vader zetten eerst Bertje bij zijn thuis af en gaan daarna naar het adres van mijnheer Attenlawat om diens portefeuille terug te geven. Als Attenlawat de bel hoort, vreest hij dat het de politie is. De kroon is immers in zijn bezit. Meteen geeft hij opdracht aan zijn assistent Zirconium om de kroon te verbergen. De oude man is opgelucht dat het Sophie en haar vader is die zijn portefeuille komen terugbrengen. Hij laat hen binnen en bedankt hen uitvoerig. Als Zirconium zich laat zien, schrikt Sophie. Ze herkent hem als Bulldozer, de bewaker van het museum. Net als Attenlawat aan Zirconium de opdracht wil geven om Sophie en haar vader tegen te houden, komen er twee dikke mannen binnen, eentje met een bruine hoed en de ander draagt een gele muts. Met getrokken pistool eisen ze dat Attenlawat hun de kroon geeft. Attenlawat geeft hun de kroon inderdaad, maar omdat hij zo gewillig is controleren de mannen de echtheid van de kroon door erop te schieten. Het blijkt namaak te zijn. De boeven die broers blijken te zijn, eisen de echte kroon. Attenlawat roept snel op Zirconium dat hij zich uit de voeten moet maken en naar "je weet wel waar" moet gaan. Zirconium kan ontkomen met een auto. De boeven willen weten waar Zirconium heen is omdat ze weten dat deze de kroon nog steeds bij zich heeft. De boeven sluiten Sophie en haar vader op in een berghok omdat ze Wattenlawat aan de tand willen voelen omtrent de schuilplaats van Zirconium. Ze slagen erin om Wattenlawat te doen praten. Hij zal aan hen de weg wijzen. Ook Sophie en haar vader moeten mee, want zij weten immers te veel en mogen niet bij de politie gaan klikken. Na uren rijden komen ze aan een houten huisje in het bos. Als ze er hun intrek in hebben genomen, sluiten de boeven Sophie en haar vader op in de kelder. De boef met de hoed die de oudste van de twee is, belde met de grote baas. Hij zou die avond naar de schuilplaats komen. De oudste geeft opdracht aan zijn jongere broer om de wagen te gaan camoufleren en de bandensporen uit te gaan wissen. Mopperend kwijt de jongste boef zich van zijn taak. Hij komt al snel weer naar binnen gelopen, heel bang omdat hij een verschrikkelijk monster in het bos heeft gezien. Attenlawat moet lachen en zegt dat het vast  zijn waakhond Cerberus was, die de jongste boef had gezien. Ondertussen heeft Sophie een opening gevonden om uit de kelder te ontsnappen. Haar vader kan er echter niet door. Sophie besluit om alleen hulp te gaan halen in het dichtstbijzijnde dorp. In het bos loopt ze echter een enorm grote hond met drie koppen tegen het lijf. Dit is de beruchte waakhond, Cerberus. Sophie loopt weg, maar het beest komt achter haar aan. Ze klimt snel in een boom. Zirconium is er ook. Hij beveelt Ceberus om weg te gaan. Zirconium zegt dat hij Sophie wil helpen om haar vader te bevrijden. Ondertussen heeft de gemutste boef opdracht gekregen van zijn broer om Cerberus uit te schakelen met een stengun. Lang hoeft hij niet op de grote hond te wachten. De boef schiet, waarna de hond letterlijk uit elkaar vliegt en er enkel panelen, lampen, draden en transistoren overblijven. Cerberus was een robot gebouwd door Attenlawat. Zirconium en Sophie hebben dit zien gebeuren vanachter de bomen waarachter ze zich verscholen hadden. Zirconium zegt tegen Sophie om zich niet te verroeren. Hij gaat proberen die boef uit te schakelen. Zirconium trapt echter op een takje waardoor de boef hem hoort komen. Hij draait zich om en schiet in een reflex een paar keer op Zirconium. Zirconium valt achterover op de grond. Ondertussen komt de boef met de hoed met Attenlawat kijken wat er aan het gebeuren is. De oudste boef is erg boos op zijn jongere broer. Attenlawat gaat kijken hoe het met Zirconium is. Attenlawat opent de buik van Zirconium waarin de kroon al die tijd verborgen zat. De echte mijnheer Bulldozer zit gevangen in de kelder bij Attenlawat. Zirconium is dus een robot en verving bewaker Bulldozer tijdens de roof. Dat is hoe de kroon ongemerkt naar buiten was kunnen gaan. Attenlawat geeft de kroon aan de boeven. De kroon kan hem niks meer schelen, hij wil Zirconium weer herstellen. Sophie heeft alles gezien en snapt hierdoor ook hoe alles in elkaar zit. Ze gaat snel haar vader bevrijden. Als ze buiten zijn zien ze een helikopter landen. Mijnheer Karapolie denkt dat het een politiehelikopter is die hen komt redden. Sophie heeft gezien dat het niet zo is, maar het is al te laat. Het blijkt de grote baas te zijn en dat is niemand minder dan de schurk John Minzwijnoff, eeuwige rivaal van de Karapolies. De twee broers zijn inmiddels ook op de proppen gekomen en overhandigen hun baas de kroon. Attenlawat weet echter te ontsnappen. Minzwijnoff betaalt de twee broers en geeft hen opdracht om Attenlawat in het oog te houden. Deze mag immers de politie niet waarschuwen. Minzwijnoff dwingt Sophie en haar vader om met hem mee te gaan. Hij heeft Sophies vader nodig om Zirconium te herstellen, dat een vitaal onderdeel van zijn snode plan vormt. 
Het hele gezelschap trekt per boot naar Zuid-Amerika, waar ze in het kleine staatje San Corazon aanleggen. Deze republiek is een fictieve staat. Minzwijnoff toont de kracht van de kroon. Hij zet deze op en loopt dwars door de muur van een Azteekse tempel. Sophie denkt dat er een trucje achter zit en gaat aan de muur voelen. Ze kan er ook dwars door heen gaan. Haar vader volgt en vraagt Minzwijnoff of het om dat nieuwe materiaal genaamd plastok gaat. Deze stof kan je in gesmolten toestand iedere gewenste vorm geven zoals bijvoorbeeld een stenen muur. Als het materiaal weer is afgekoeld laat plastok vaste substantie ongehinderd door. Minzwijnoff wil de president van de republiek laten afzetten. Hij wil niet zelf aan de macht komen, maar een stroman aan het het bewind zetten, met name Zirconium. Wat is er immers gewilliger dan een robot? Minzwijnoff wil op die manier toegang kunnen krijgen tot de olie die rijkelijk in het land aanwezig is. Minzwijnoff dwingt Sophies vader om Zirconium te herstellen zo niet moet Sophie eraan geloven. Sophies vader heeft geen andere keuze en doet wat hem wordt gevraagd. Hij herstelt Zirconium en zorgt dat de robot enkel Minzwijnoff gehoorzaamt. Minzwijnoff laat Zirconium uitdossen als een Azteekse leider en hem de kroon dragen. De bedoeling is dat hij een afstammeling van Quitl Watnlawatl speelt en door de muur loopt. De bijgelovige San Corazanen zouden dan voor Zirconium als leider kiezen. Als Minzwijnoff dit hele spel wil gaan repeteren, komt er een helikopter die Minzwijnoff en zijn mannen arresteert. Het zijn Corazaanse soldaten die door Sophies vader werden gewaarschuwd. Hij had S.O.S.-signalen uitgestuurd via een krachtige zender die hij in de buik van Zirconium had ingebouwd. Zirconium had al die tijd maar gedaan alsof hij Minzwijnoff gehoorzaamde. Eigenlijk voerde hij enkel de bevelen uit van Sophies vader. Sophie, haar vader en Zirconium worden persoonlijk gelukgewenst door de president. Een week later keren ze weer naar huis. Inmiddels heeft Attenlawat ook alles eerlijk opgebiecht aan de politie en bewaker Bulldozer bevrijdt uit zijn kerker.

## Opmerkingen
- Cerberus is de Latijnse naam voor de hellehond Kerberos uit de Griekse mythologie.
- Plastok is een onbestaande stof, het verwijst wellicht naar plastic.
- Zirconium ontleent zijn naam aan het metaal zirkonium.
- Quitl Watnlawatl is naar alle waarschijnlijkheid geïnspireerd op Quetzalcoatl.